# Karl Haglöf
Karl Stefanus Haglöf, född den 3 augusti 1859 i Torsång, död den 13 mars 1938 i Alsbäck, Stora Tuna församling, var en svensk författare.

## Biografi
Fadern var bygdespelmannen Hans Haglöf. Efter genomgången folkhögskola var han först ritare på kontor och även jordbrukare, men han blev senare författare och förlagsman på heltid. På sin tid var han Sveriges mest produktive och populäre författare av revyer och amatörteaterpjäser. Dessa utspelar sig på landsbygden och ska ofta framföras på bygdemål. Pjäshäftena utkom vanligen i ett flertal nya upplagor.  

### Redaktör
- Allvar, munterhet och sång / saml. och utg. af K. S. Haglöf. Borlänge: Dalarnes tidnings & boktryckeriaktiebolag. 1909. Libris 1611335
- Vers och prosa för fäster och samkväm innehållande poem, vexelpoem, vexelsång, prosa, landsmål o. dramatik. Borlänge. 1909. Libris 2684698
- Barntablåer och sagospel för barnteater. Samling 1. Borlänge. 1912. Libris 2142842
- Teateramatörernas nöjeskammare / utg. af K. S. Haglöf. Borlänge: Hasselkvists. 1913. Libris 1637887
- Teateramatörernas nöjesskattkammare ... Borlänge. 1916. Libris 2684695
- Godbitar för ungdomens afton innehållande poem, humoristiska föreläsningar, växelsång. Borlänge: Dalarnes tidnings & boktryckeriaktiebolag. 1923. Libris 1474336
- Muntration för systrarnas afton. Borlänge: Teaterförlaget. 1930. Libris 1340581